# Marianthus
Marianthus es un pequeño género de plantas con flores pertenecientes a la familia Pittosporaceae y endémicas del suroeste de Australia. Se consideró incluido dentro de Billardiera entre 1972 y 2004.

## Especies
- Marianthus aquilonaris N.Gibson & Wege
- Marianthus angustifolius Putt.
- Marianthus bicolor (Putt.) F. Muell.
- Marianthus bignoniaceus F.Muell.
- Marianthus candidus Hügel
- Marianthus coelestis Putt.
- Marianthus coeruleopunctatus Klotzsch
- Marianthus cuneatus Müll.Berol.
- Marianthus drummondianus (Putt.) Benth.
- Marianthus dryandra L.W.Cayzer & Crisp
- Marianthus erubescens Putt.
- Marianthus granulatus (Turcz.) Benth.
- Marianthus microphyllus (Turcz.) Benth.
- Marianthus mollis (E.M. Benn.) L.W. Cayzer & Crisp
- Marianthus paralius L.W.Cayzer & Crisp
- Marianthus ringens (J. Drumm. ex Harv.) F. Muell.
- Marianthus sylvaticus L.W.Cayzer & Crisp
- Marianthus tenuis Benth.